# 미다레가와역
미다레가와역(일본어: 乱川駅)은 일본 야마가타현 덴도시에 위치한 동일본 여객철도 오우 본선의 철도역이다. 단선 승강장 1면 1선의 구조를 갖춘 지상역이며, 야마가타 선 구간에 포함된다.

## 역 주변
- 국도 제13호선

## 역사
- 1954년 12월 1일 : 개업.
- 1987년 4월 1일 : 일본국유철도 분할 민영화에 의해, 동일본 여객철도가 승계.
- 1999년 12월 4일 : 야마가타 신칸센 신조 연신에 수반해, 보통 열차가 전부 이 역에 정차하게 된다.

## 인접 역
| 동일본 여객철도 오우 본선 | 동일본 여객철도 오우 본선 | 동일본 여객철도 오우 본선 |
| ------------------------- | ------------------------- | ------------------------- |
| 덴도 야마가타 방면        | ■ 야마가타 선             | 진마치 신조 방면          |